# Tuyau d'arrosage

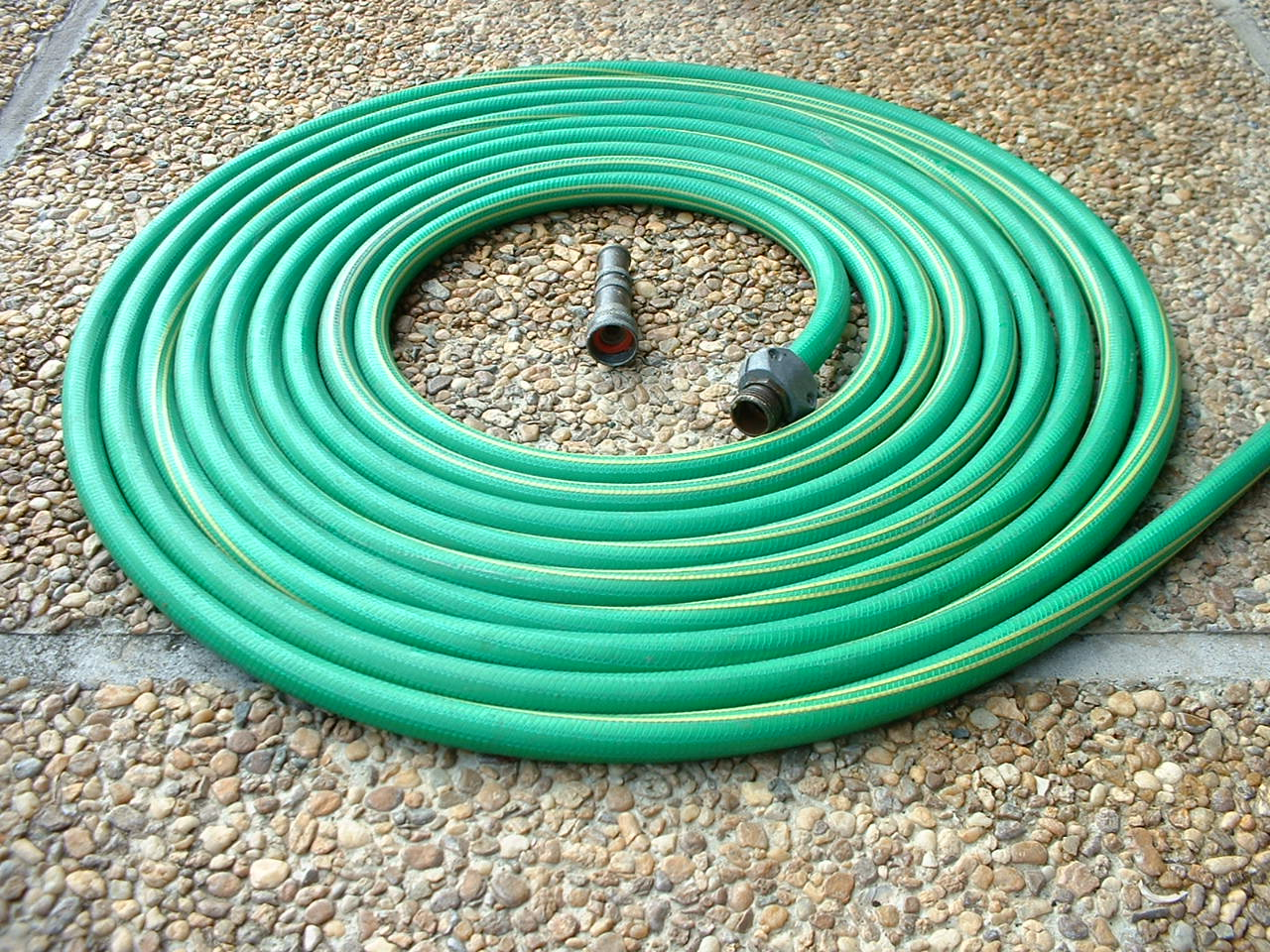
Tuyau d'arrosage standard.

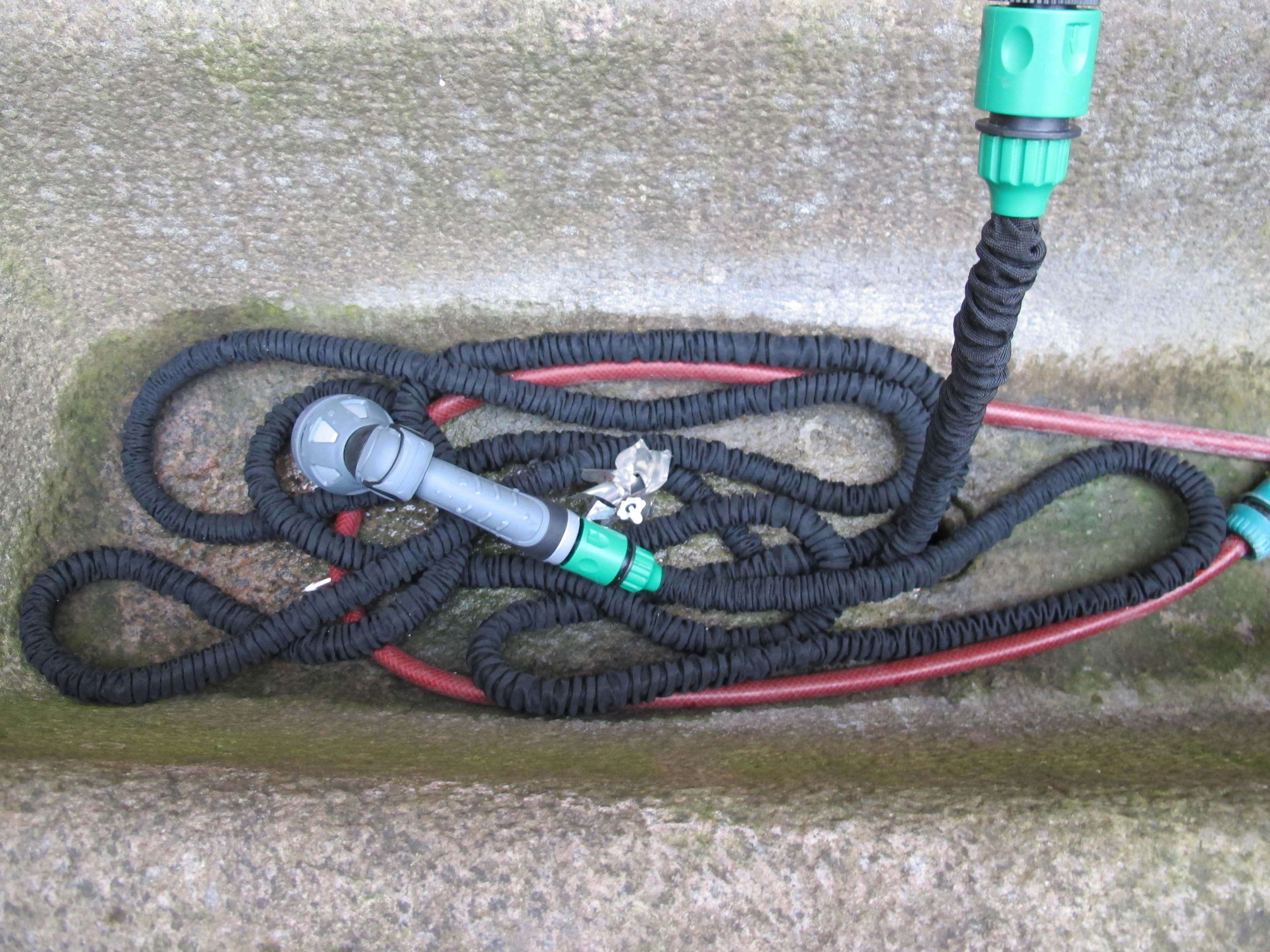
Tuyau d'arrosage de type « rétractable ».

Un tuyau d'arrosage, également appelé boyau d'arrosage ou hose au Québec, est un type de tuyau souple. Une de ses extrémités est connectée à un robinet, permettant de l'alimenter en eau, tandis que l'autre peut être connectée à un accessoire d'arrosage. 

## Description
Généralement de couleur verte ou noire, le tuyau d'arrosage est conçu en caoutchouc synthétique ou en plastique souple comme le vinyle, souvent renforcé par une armature de fibres. Sa flexibilité est une caractéristique importante, car les usages du tuyau d'arrosage impliquent souvent de contourner des obstacles. Il doit aussi résister à l'emmêlement et à l’écrasement. À chaque extrémité du tuyau, on retrouve un raccord vissable, souvent fabriqué en laiton. Le boyau peut également être micro perforé sur toute sa longueur pour laisser évacuer l'eau tranquillement sur toute la longueur du tuyau.

## Utilisation
La plupart du temps, le tuyau d'arrosage sert à un usage extérieur et temporaire. Il peut être utilisé en jardinage pour l'arrosage des plantes ou de la pelouse. Il sert également au nettoyage extérieur, comme le nettoyage d'un véhicule ou du revêtement et des fenêtres d'un bâtiment. Il peut aussi permettre le raccordement en eau potable d'un véhicule récréatif.

## Accessoires

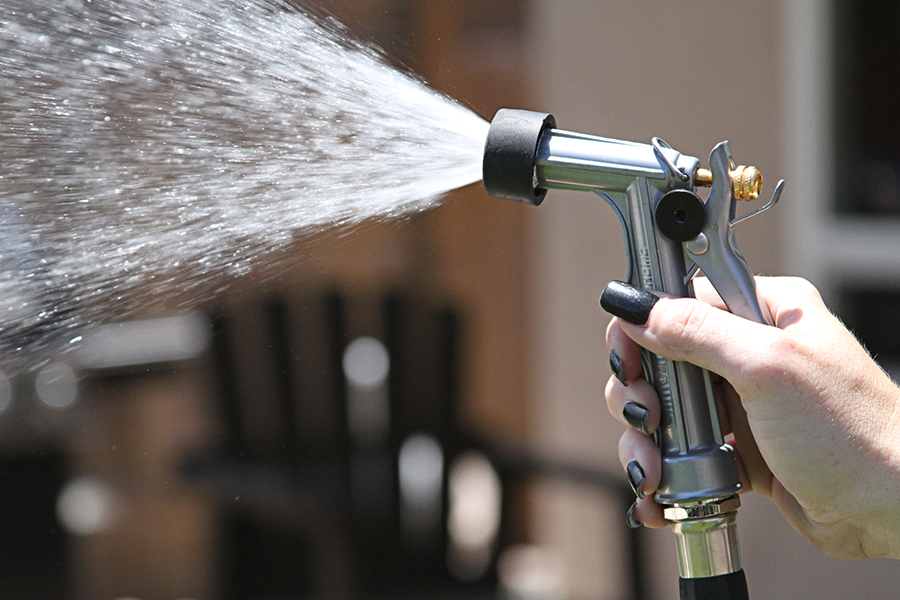
Un pistolet d'arrosage.

Il existe de nombreux accessoires reliés au tuyau d'arrosage.
À l'extrémité d'où sort l'eau du tuyau, il est possible de connecter :
- un pistolet d'arrosage
- une lance d'arrosage
- une tige d'arrosage
- une buse
- un arroseur
- un jeu d'eau

Le choix de l'accessoire de sortie dépend de la tâche à accomplir. Le pistolet, par exemple, permet souvent de choisir parmi un éventail d'intensité (bruine, jet, douche, etc) et est muni d'une gâchette permettant d'interrompre l'apport en eau. Cet accessoire est donc privilégié pour l'arrosage ponctuel des plantes. Par ailleurs, un arroseur permet d'envoyer de l'eau uniformément, sur une période plus longue et une plus grande surface comme un gazon. Il existe différents types d'arroseur, dont les plus populaires sont ceux à oscillation et à pulsation.
Le tuyau peut être enroulé autour d'un dévidoir. Souvent accroché au mur extérieur d'un bâtiment, le dévidoir permet de ranger le tuyau et de le déployer au moment de l'utilisation.

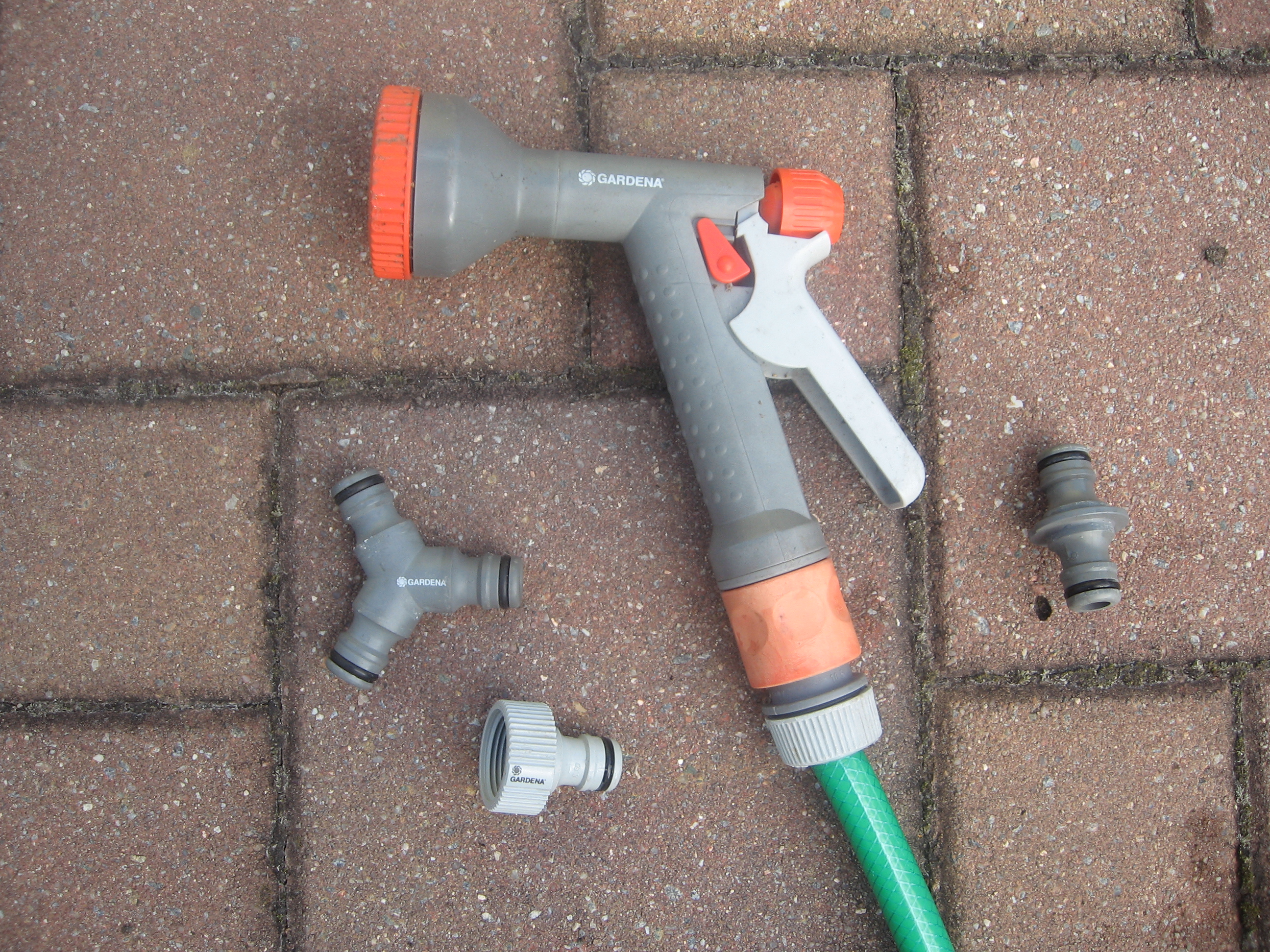
Pistolet d'arrosage
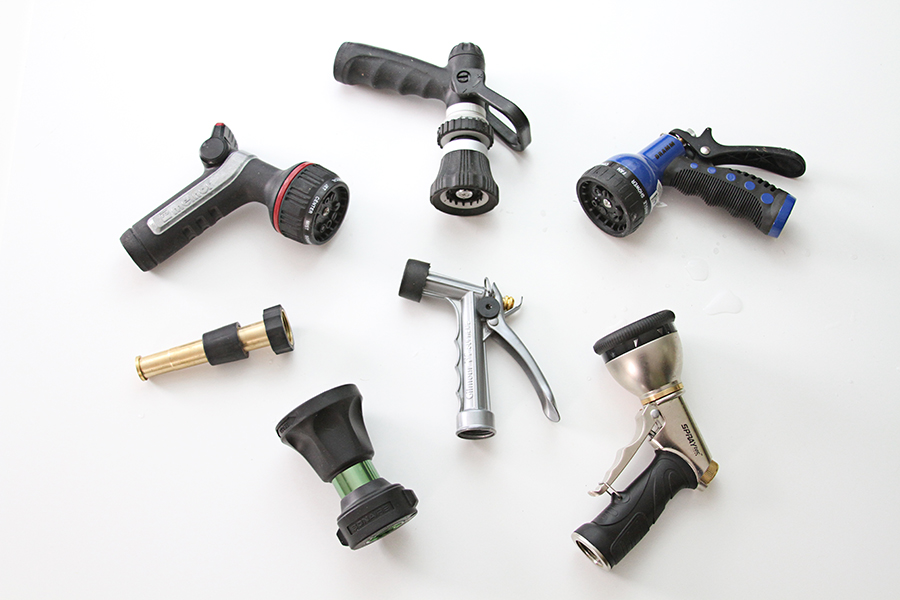
Différents pistolets et lances
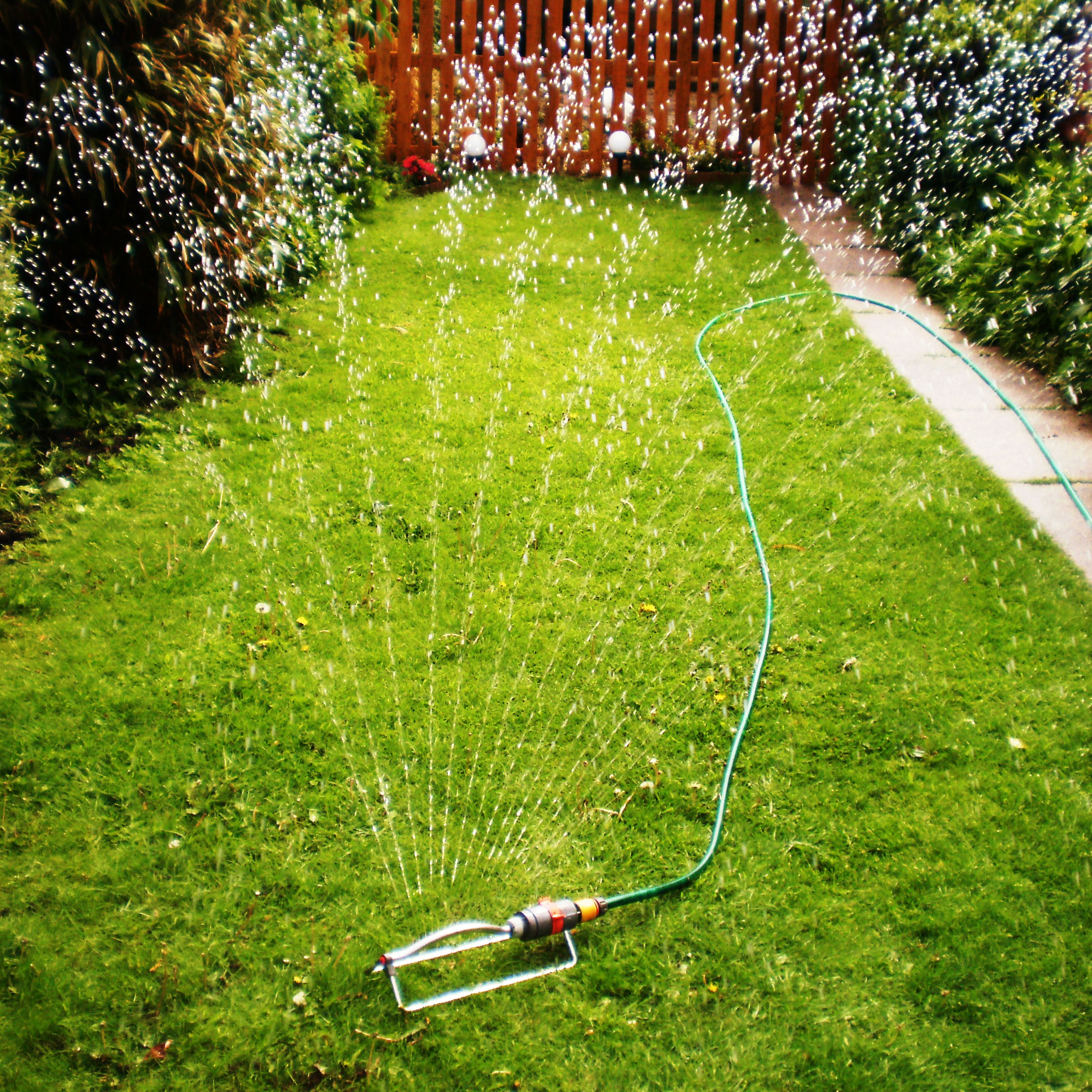
Arroseur oscillant
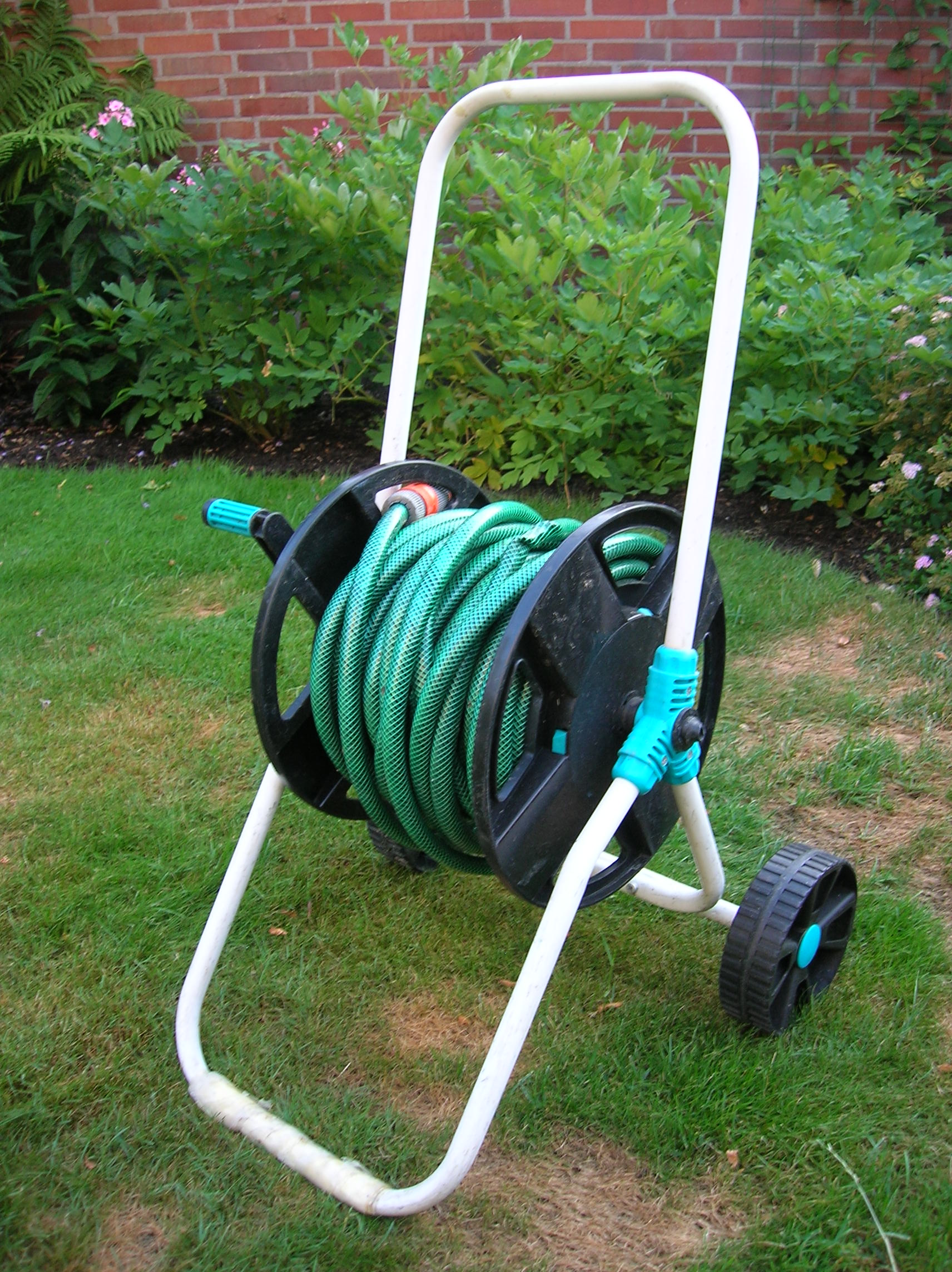
Dévidoir transportable

## Culture populaire
- Le tuyau d'arrosage est un accessoire essentiel dans le film des Frères Lumière L'Arroseur arrosé (1895).